# Kostel svatého Martina (Cerhovice)
Kostel svatého Martina v Cerhovicích je římskokatolický kostel ve středu obce Cerhovice na Berounsku ve Středočeském kraji. Původně farní kostel je od roku 2006 kostelem filiálním farnosti Žebrák.

## Historie

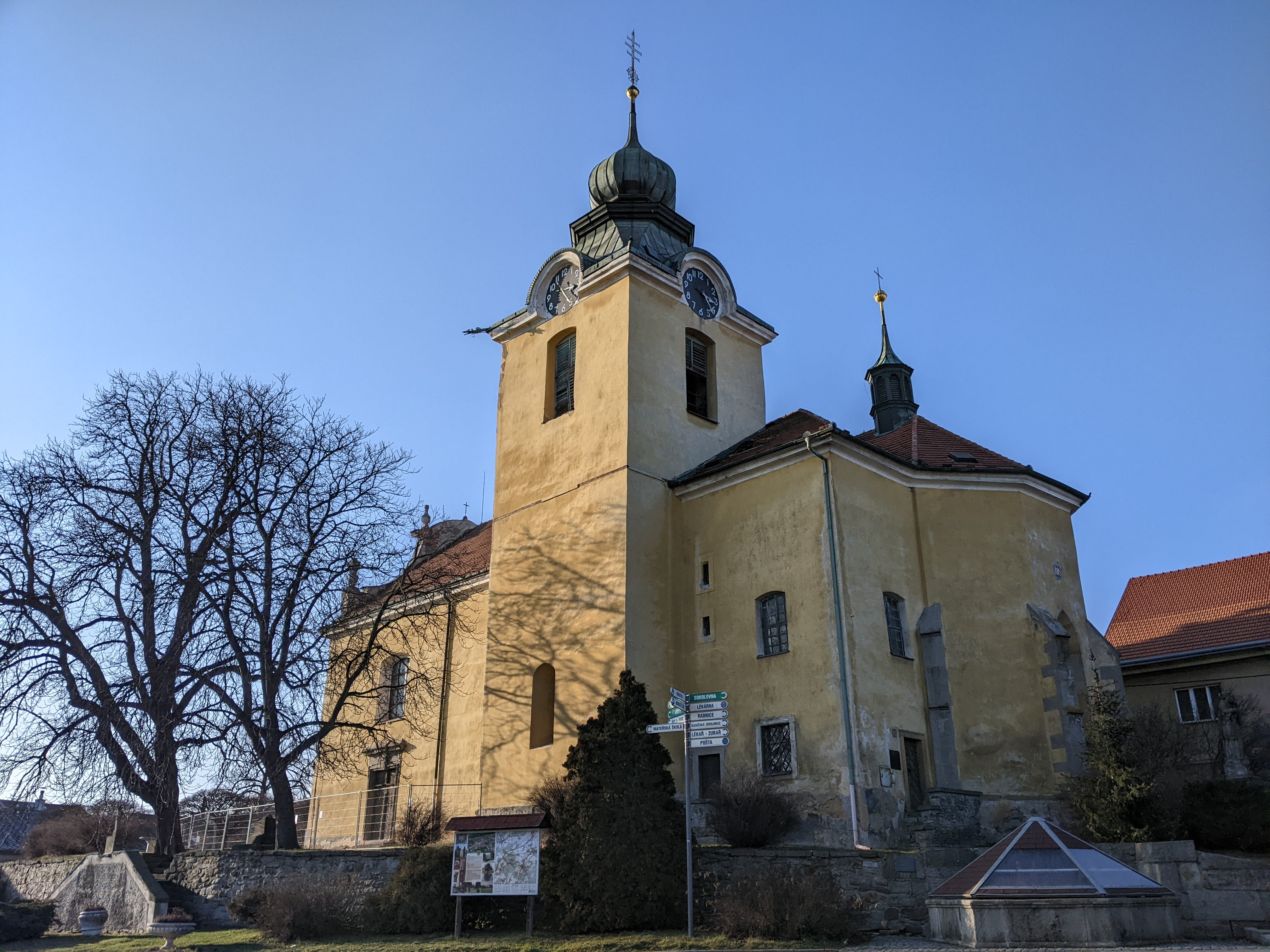
Kostel sv. Martina na náměstí v Cerhovicích

První zmínka o kostele v Cerhovicích pochází z roku 1367, ale je zřejmé, že kostel zde stával již dříve. Lze tak usuzovat na základě zprávy z roku 1329, kde je zmínka o kontrole na faře v Cerhovicích. Kostel zmíněný v roce 1367 byl ze dřeva a shořel.
Dnešní kostel pochází z 15. století. Dle zprávy ze 7. července 1421 vykonávali patronátní právo ke kostelu sv. Martina v Cerhovicích bratři Bedřich a Hanuš z Kolovrat .
Požárem byl kostel poškozený i v roce 1678 a 1728. Právě po roce 1728 došlo k barokizaci kostela z původního gotického slohu. Kostel byl vysvěcen roku 1825, kdy v něm působil Josef Vorel, který 11. května 1842 oddával ve zdickém kostele Karla Jaromíra Erbena. Roku 1871 proběhla řada stavebních úprav jak na stavbě kostela, tak farního úřadu, o dva roky později se opravy dočkaly i kostelní hodiny. Velká rekonstrukce kostela proběhla v roce 1948. Byla udělána nová omítka, proběhla obnova ciferníků kostelních hodin a výměna střechy.

## Popis
Kostel je jednolodní obdélná stavba s mohutnou hranolovou věží při jižní straně lodi. Presbytář je polygonálně ukončen a opatřen opěráky a dvěma přístavky po stranách; je v něm dochována gotická křížová žebrová klenba. Na klenbě lodi je nástěnný obraz Krista v zástupu světců, jedná se o dílo Franze Ferdinanda Müllera z doby před rokem 1735.
„Hlavní oltář je pseudogotický […]. Menza je ze suchomastského mramoru, frontální strana je z hořického pískovce s vloženým tabernáklem ze zlaceného tombaku s dvoukřídlovými dvířky ozdobenými emailovými odznaky (atributy) svatých Evangelistů. […] Dvířka jsou dále ozdobena symboly Nejsvětější Svátosti a čtyřiceti drahokamy. Oltář má tři neukončené stupně ze suchomastského mramoru s parketovou vložkou. Kříž je ze zlaceného bronzu.“ Čtyři boční oltáře jsou barokní z první poloviny 18. století. Boční jižní oltář „je ozdoben ornamentální výzdobou a obrazem Panny Marie od Rudolfa C. Kripnera, s obrazem Nejsvětější Trojice v nástavci, a sochou svatého Vojtěcha. Boční oltář svatého Jana Nepomuckého z doby kolem roku 1740 je barokní, panelový se soudobým obrazem a reliéfní výplní nástavce. Obrazy sv. Martina a Kalvárie jsou z 19. století. Na severní straně lodi je oltář svatého Kříže z 2. čtvrti 18. století, barokní, umístěný nad menzou. Čtvrtý boční oltář je dřevěný, panelový se soudobým obrazem svatého Josefa a plastickou výplní nástavce.“ Barokního původu je také cínová křtitelnice a dřevěná kazatelna. V kostele se nachází sádrová socha svatého Václava, která stála původně ve výklenku Mayerova pivovaru. Další socha znázorňuje svatou Terezičku s Jezulátkem. Okna jsou zdobena vitrážemi, které údajně pochází od stejného autora, který vytvořil čelní vitráž v pražské katedrále sv. Víta. Kostelní varhany pocházejí z roku 1912. V Monografii Hořovicka a Berounska III z roku 1928 se uvádí, že cerhovický kostel patří k jednomu z nejkrásněji vyzdobeným chrámům v Čechách.
Důležitou součástí kostela jsou i zvony. Původně jich ve věži kostela bylo pět, ovšem v průběhu válek byly některé zabaveny a zrekvírovány. V průběhu první světové války byly odneseny dva staré zvony z hlavní věže a zvonky z malé věžičky. 8. dubna 1942 byly odneseny všechny zbylé zvony mimo památného zvonu svatého Martina. Po válce se do Cerhovic vrátil jen jeden a sice zvon svatého Jana Nepomuckého a svatého Václava. O zbylých třech zvonech žádné záznamy nejsou a jejich osud není znám. „Hlavní zvon – zvon svatého Martina byl vyroben v roce 1746. Váží 350 kg, v průměru má 84 cm […]. Druhým je zvon svatého Jana Nepomuckého a svatého Václava o průměru 66 cm. Ten váží 170 kg. V malé věžičce je zavěšen malý tzv. sanktusový zvon s obrázkem Panny Marie o průměru 28 cm.“

### Farní škola
Dle skutečnosti, že v Cerhovicích stál kostel a fungovala v nich i fara, se dá usuzovat, že se zde učilo už kdysi. První nepřímý důkaz o škole v Cerhovicích pochází z matričních zápisů o narozených, kde je uváděna jakási Ludmila, jako vnučka zemřelého Martina Polického, který byl v Cerhovicích 30 let kantorem. První písemná zpráva o učiteli a působení na škole v Cerhovicích pochází z roku 1756. Byla nalezena na desce varhan v cerhovickém kostele. Při opravě varhan v 19. století se sice deska ztratila, ale nápis byl již předtím přenesen do cerhovické kroniky.